# Helmuth Althaus
Helmuth Althaus (* 9. Dezember 1922 in Hagen; † 19. April 2001) war ein deutscher Hygieniker.

## Werdegang
Althaus promovierte 1950 an der Universität Marburg. 1953 kam er an das Hygiene-Institut des Ruhrgebiets und war von 1974 bis 1988 dessen Direktor. 1973 wurde er zum Honorarprofessor an der RWTH Aachen ernannt.

## Ehrungen
- 1987: Ehrenmedaille der Deutschen Gesellschaft für das Bodenwesen
- 1988: Bunsen-Pettenkofer-Ehrentafel des Deutschen Vereins des Gas- und Wasserfaches
- 1989: Verdienstkreuz am Bande der Bundesrepublik Deutschland